# Düne 7

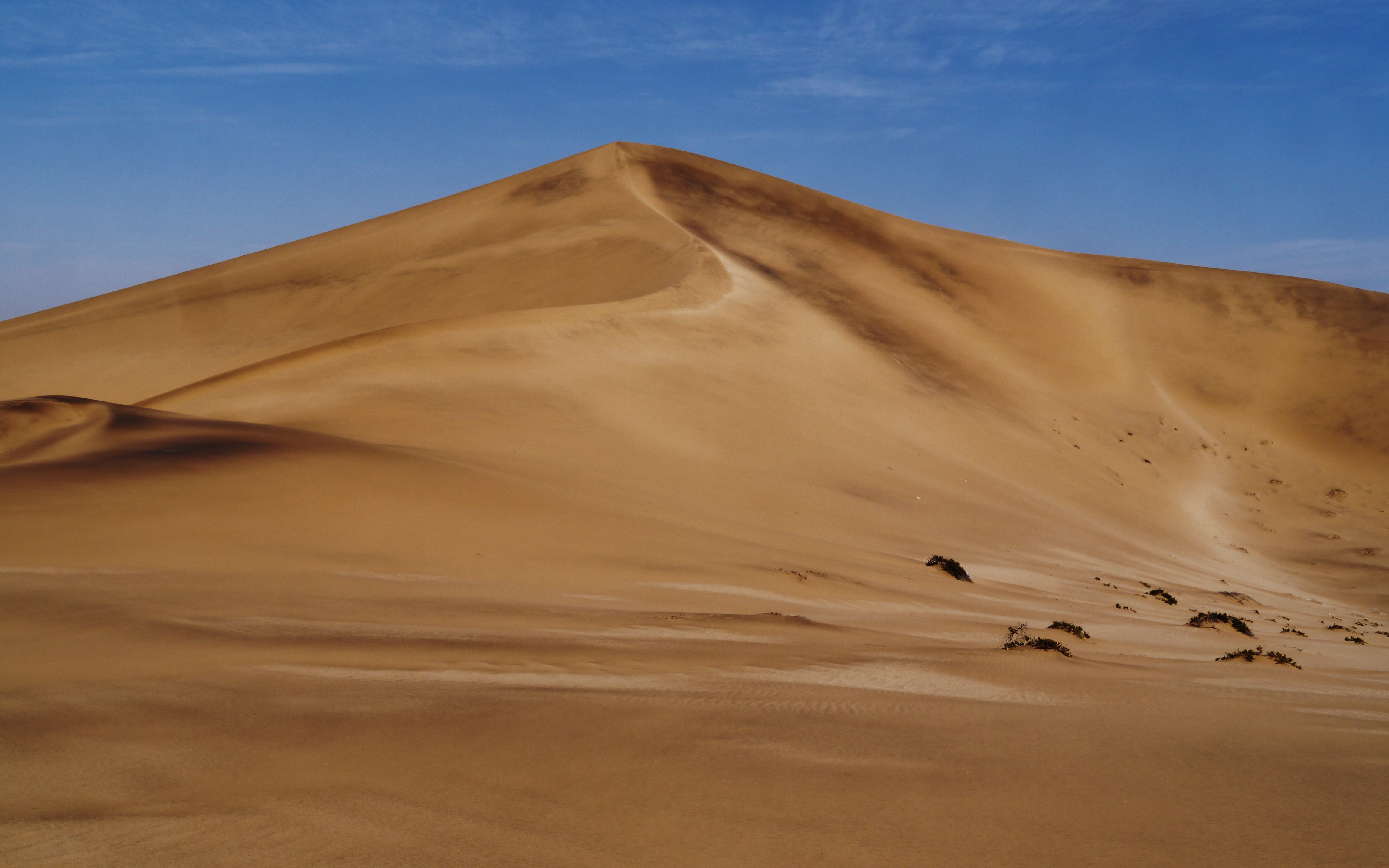
Düne 7 bei Walvis Bay

Düne 7 (englisch Dune 7) bezeichnet zwei Sterndünen in der Namib in Namibia.
- Dune 7 bei Walvis Bay (22° 58′ 13″ S, 14° 35′ 44,4″ O) mit einer Höhe von etwa 130 m.[1] Sowohl das Namibia Tourism Board (des Umwelt- und Tourismusministeriums) als auch andere offizielle Quellen bezeichnen diese womöglich als höchste Düne der Erde.[2]
- Wahrscheinlicher erscheint, dass die Dune 7 unweit des Sossusvlei (24° 46′ 40,7″ S, 15° 11′ 52,9″ O) mit 383 m als höchste Düne der Erde gemeint ist.[3] Andere Quellen sehen Düne 7 hingegen weltweit auf Rang 6.[4]